# Guillem Maria de Brocà

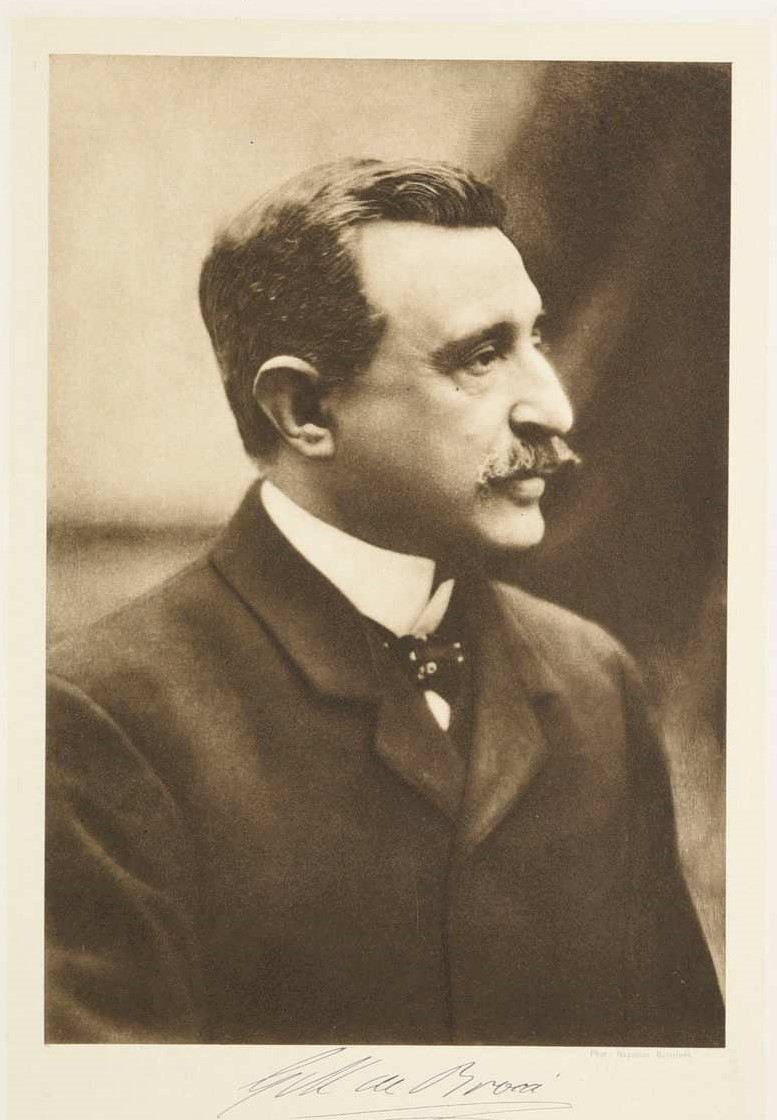
Guillermo María de Brocá y Montagut, L'Espagne Contemporaine: Album biographique illustré, Pietro Rovelly, Berlín, 1914. Biblioteca Nacional de España

Guillem Maria de Brocà i de Montagut (Reus, 1850-Riudecañas, 1918) fue un jurista e historiador del derecho catalán, hijo de Salvador Maria de Brocà i de Bofarull.
Estudió en Reus y Palma de Mallorca y se licenció en Derecho en la Universidad de Barcelona en 1869. Fue profesor de la universidad y, durante dos años, juez municipal en Barcelona. Fue secretario del Primer Congreso Catalán de Jurisconsultos de 1881. Buen conocedor de la historia del derecho civil catalán, experto en el Libro del Consolat de Mar, fue miembro de la Comisión oficial encargada de codificar el derecho civil de Cataluña en 1915.
Fue miembro de la Real Academia de las Buenas Letras de Barcelona y cofundador del Instituto de Estudios Catalanes en 1907. También fue presidente de la Real Academia de Jurisprudencia y Legislación de Cataluña de 1899 al 1901 y colaboró a menudo en la Revista Jurídica de Cataluña. Asimismo, fue decano del Colegio de Abogados de Barcelona de 1911 a 1915.

## Obra jurídica
- Manual de formularios ajustados a la ley de enjuiciamiento civil (1875)
- Instituciones de derecho civil catalán vigente, comentadas con la doctrina del Tribunal Supremo y precedidas de una introducción histórica (1880) junto a Joan Amell i Llopis
- Autores catalanes que antes del siglo XVIII se ocuparon del derecho penal y del procedimiento criminal (1901)
- Estudi i ensenyança del dret a Catalunya abans del segle XVIII (1909)
- Juristes i jurisconsults catalans del segle XIV fins al XVII (1909)
- Taula de les estampacions de les Constitucions de Catalunya (1910)
- Els Usatges de Barcelona (Anuario del Instituto de Estudios Catalanes, 1914)
- Historia del derecho de Cataluña, especialmente del civil y exposición de las instituciones del derecho civil del mismo territorio en relación con el Código Civil de España y la jurisprudencia (1918)